# José Ángel Cobas
José Ángel Cobas del Valle (8 de febrero de 1994) es un deportista cubano que compite en taekwondo. Ganó dos medallas en los Juegos Panamericanos en los años 2015 y 2019.

## Palmarés internacional
| Juegos Panamericanos | Juegos Panamericanos | Juegos Panamericanos | Juegos Panamericanos |
| Año                  | Lugar                | Medalla              | Categoría            |
| -------------------- | -------------------- | -------------------- | -------------------- |
| 2015                 | Toronto (Canadá)     | Medalla de oro       | –80 kg               |
| 2019                 | Lima (Perú)          | Medalla de bronce    | –80 kg               |